# Gallberg (Hildesheim)
Der Gallberg ist ein Naturschutzgebiet in der niedersächsischen Stadt Hildesheim.
Das Naturschutzgebiet mit dem Kennzeichen NSG HA 054 ist 57,6 Hektar groß. Es ist vollständig Bestandteil des FFH-Gebietes Haseder Busch, Giesener Berge, Gallberg, Finkenberg. Im Süden grenzt es an das Naturschutzgebiet „Finkenberg/Lerchenberg“ sowie im Nordwesten an das Landschaftsschutzgebiet „Gallberg, Finkenberg und Lerchenberg“ und im Osten teilweise an das Landschaftsschutzgebiet „Rottsberghang“. Das Gebiet steht seit dem 3. August 1976 unter Naturschutz. Der südliche, 10,5 Hektar große Teil des Naturschutzgebietes ging im zum 2. Dezember 2004 ausgewiesenen Naturschutzgebiet „Finkenberg/Lerchenberg“ auf. Das verbliebene, 42,5 Hektar große Naturschutzgebiet wurde zum 21. Februar 2013 auf seine heutige Größe erweitert. Zuständige untere Naturschutzbehörde ist die Stadt Hildesheim.
Das Naturschutzgebiet liegt auf einem lang gestreckten Muschelkalkhügel im Westen der Stadt Hildesheim zwischen Moritzberg und Sorsum. Es stellt einen Halbtrockenrasen am Westhang unter Schutz, welcher teilweise mit Gebüschen bestanden ist. Zum Erhalt der Landschaft werden die Flächen in den Sommermonaten mit Rindern, Schafen und Burenziegen beweidet. Im Süden des Schutzgebietes befindet sich eine alte Streuobstwiese. Die übrigen Bereiche des Schutzgebietes werden landwirtschaftlich als Acker oder Grünland unterschiedlicher Nutzungsintensitäten bewirtschaftet.
Die offene Landschaft auf dem Gallberg ist der Rest einer historischen Kulturlandschaft. Hier siedeln zahlreiche Pflanzen, die auf offene Bereiche angewiesen sind, darunter zahlreiche bestandsbedrohte Arten. So sind hier z. B. Deutscher Fransenenzian und Bienenragwurz sowie Rote Lichtnelke und Gamander-Ehrenpreis heimisch. Das Gebiet ist Lebensraum zahlreicher Vögel, Schmetterlinge (darunter Schachbrettfalter und Silbergrüner Bläuling), Heuschrecken, Käfer, Spinnen und Eidechsen. Greifvögel wie Sperber, Turmfalke, Rot- und Schwarzmilan nutzen das Gebiet zur Nahrungssuche.
Durch das Naturschutzgebiet verläuft ein Naturerlebnispfad. Nach Süden geht der Gallberg in die Waldflächen des Rottsberges über. Das Gebiet wird vom Ornithologischen Verein zu Hildesheim betreut.